# Chi Bèo phấn
Chi Bèo phấn (danh pháp khoa học: Wolffia) là một chi thực vật có hoa trong họ Ráy

## Hình ảnh

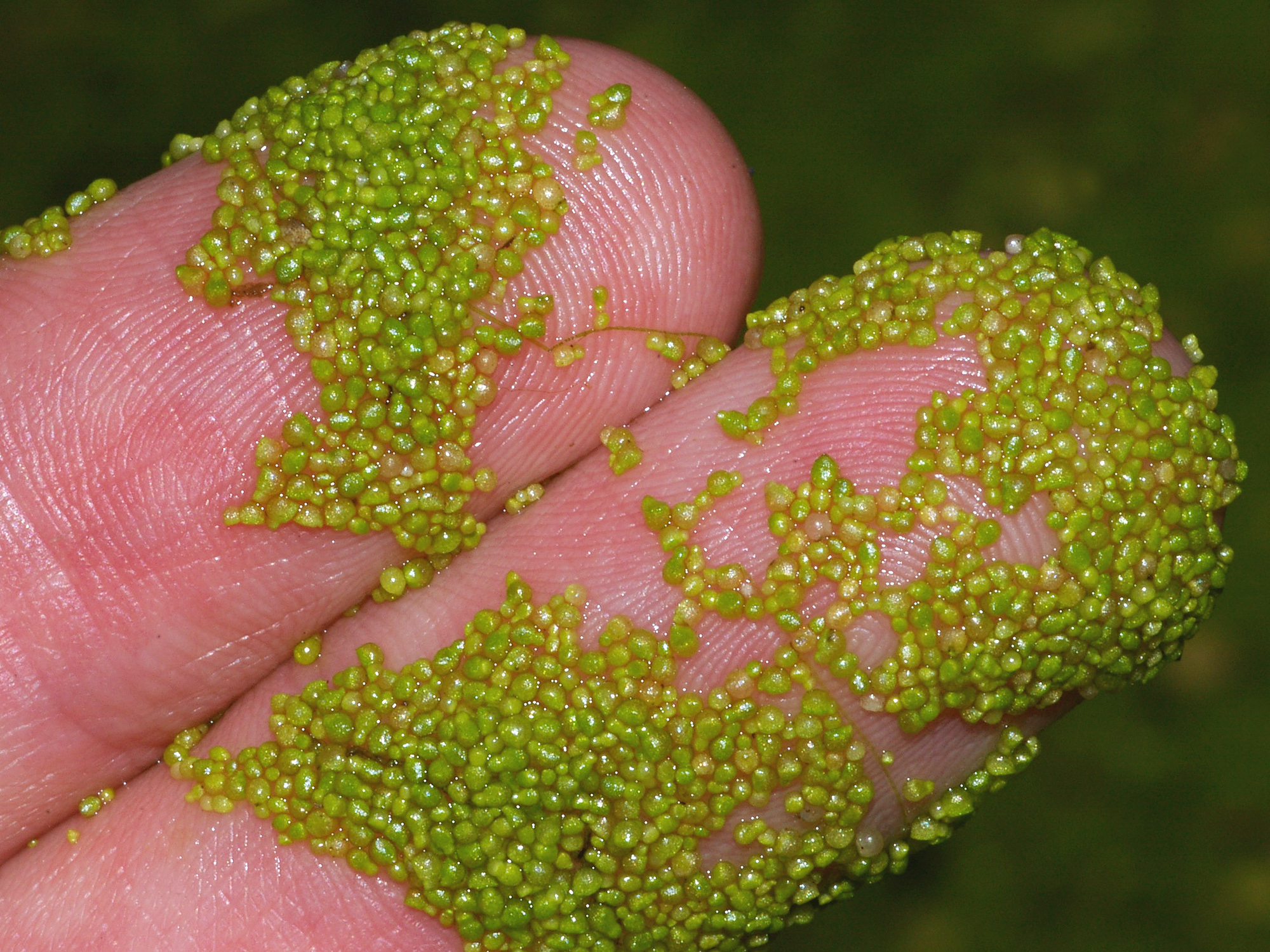
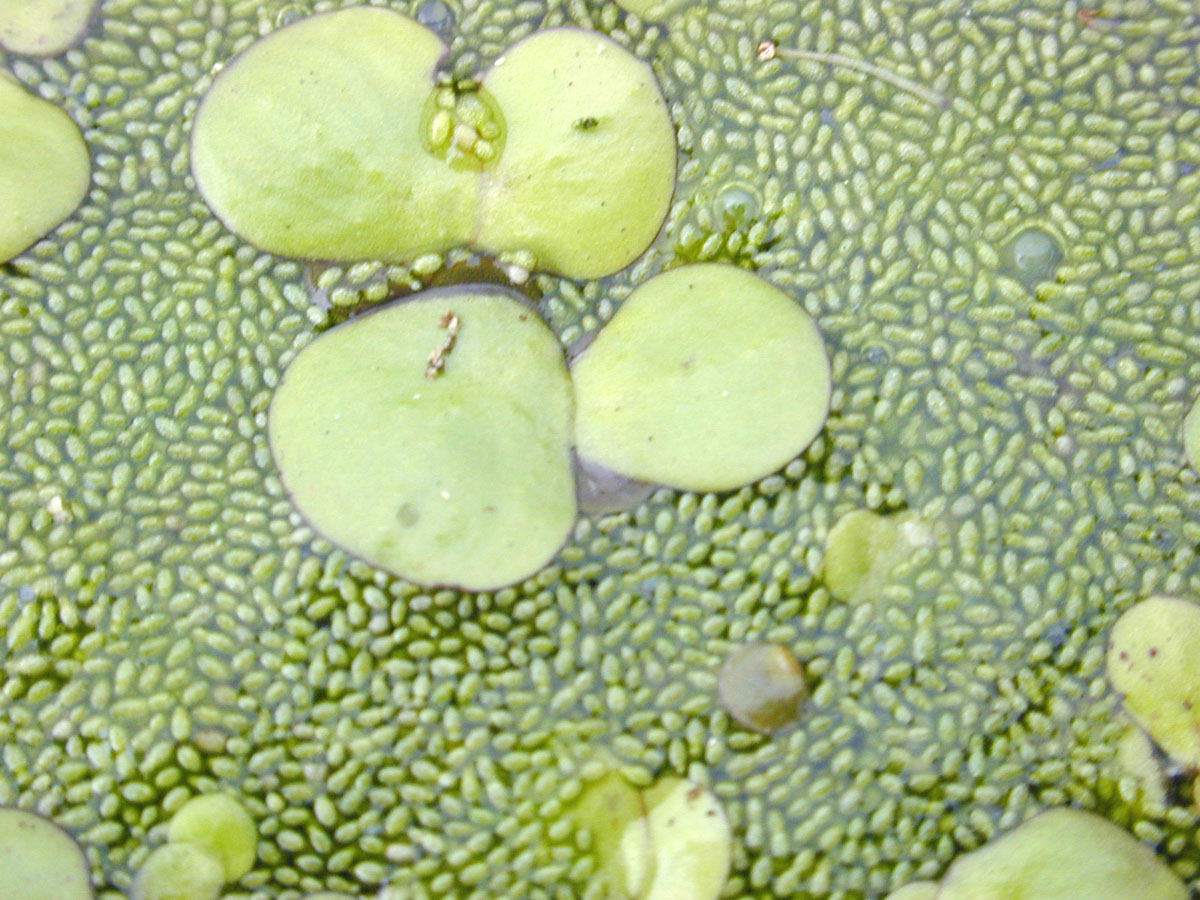
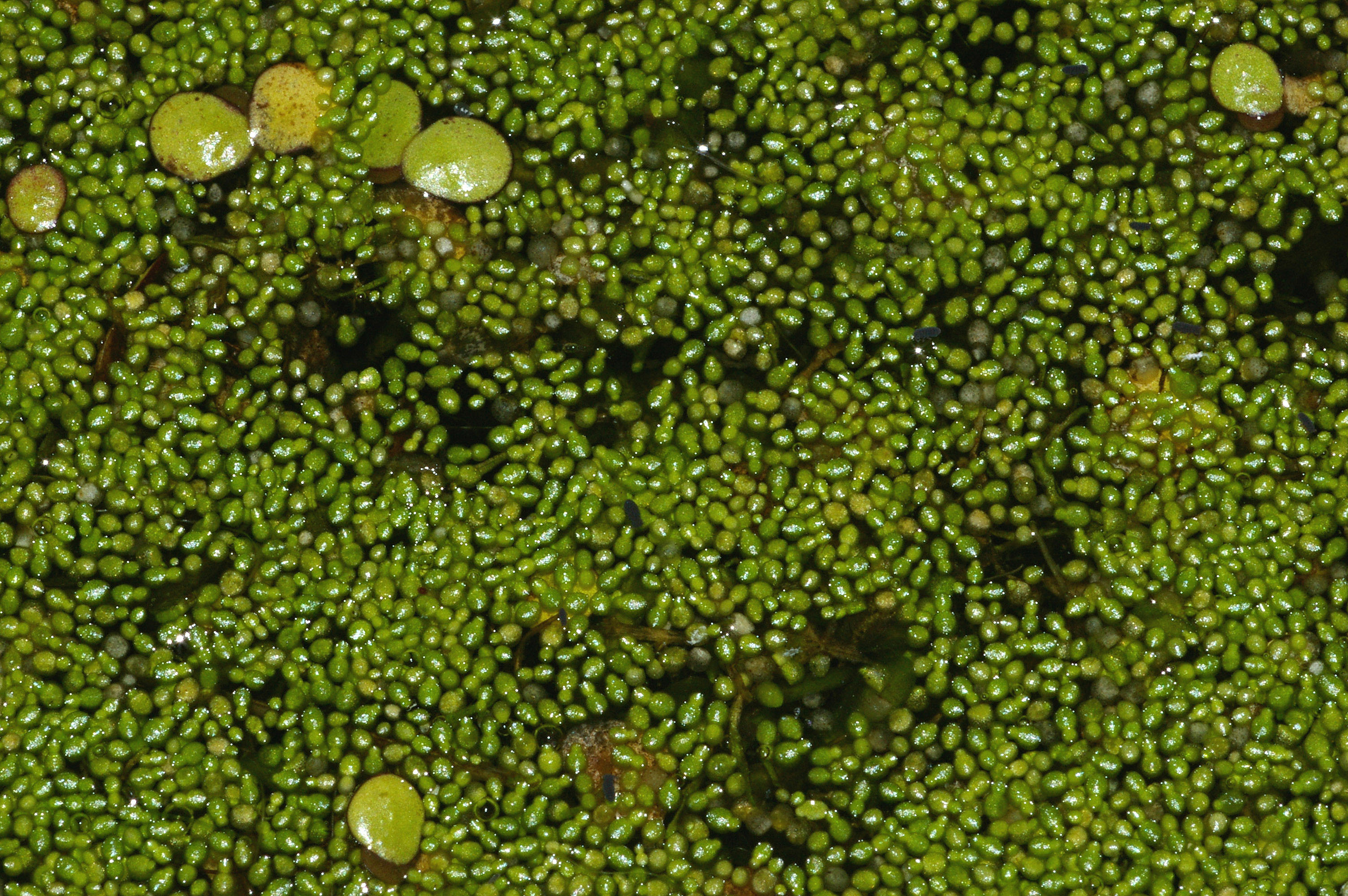

## Loài
Chi này gồm các loài sau: